# Izraelsko vino
Izraelsko vino proizvode stotine vinarija, od malih butik preduzeća do velikih kompanija koje proizvode preko deset miliona boca godišnje. Vino se proizvodi u zemlji Izrael još od biblijskih vremena. Vino se izvozilo u Rim tokom rimskog perioda, ali pod muslimanskim vladarima proizvodnja je praktično nestala. Pod krstašima, vinarstvo je privremeno oživelo.
Modernu izraelsku industriju vina osnovao je baron Edmond Džejms de Rotšild, vlasnik imanja u bordoanskog Šato Lafit-Rotšild. Danas se izraelsko vinarstvo odvija u pet vinogradarskih regiona: Galil (Galileja, uključujući Golansku visoravan), region koji je najpogodniji za vinogradarstvo zbog svoje visoke nadmorske visine, hladnog povetarca, izraženih dnevnih i noćnih promena temperature i bogatog, dobro dreniranog tla; Judejska brda koja okružuju grad Jerusalim; Šimšon (Samson), koji se nalazi između Judejskih brda i obalske ravnice; Negev, polusušni pustinjski region, gde je navodnjavanje kap po kap omogućilo uzgoj grožđa; i Šaronska ravnica blizu obale Sredozemnog mora i južno od Haife, koja okružuje gradove Zihron Jakov i Binjaminu, koja je najveća oblast za uzgoj grožđa u Izraelu.
Godine 2011, izraelski izvoz vina iznosio je preko 26,7 miliona dolara. Od 2012. Izrael je imao 12.355 hektara vinograda.

## Literatura
- Ben-Joseph, Michael, The Bible of Israeli Wines, Moshav Ben Shemen, Modan Publishing House, (2002)  965-7141-28-1
- Rogov, Daniel, Rogov's Guides to Israeli & World Kosher Wines 2011, The Toby Press LLC, (2011)  978-1-59264-333-2

## Spoljašnje veze
- Israel Wine Producers' Association
- A Long History of Wine, Israel Ministry of Foreign Affairs
- The Kosher Wine Society
- ISRAEL’S WINE INDUSTRY (2012)// The Israel Export & International Cooperation Institute
- FAST FACTS/ ISRAELI WINE (2016)
- Israel's wine regions